# Joe Schilling
Joe Schilling, właśc. Joseph Francis Schilling (ur. 13 stycznia 1984 w Dayton) – amerykański kick-boxer, zawodnik boksu tajskiego, mieszanych sztuk walki (MMA) oraz pięściarz, tymczasowy mistrz świata WBC Muay Thai w wadze półciężkiej z 2011 oraz zwycięzca turnieju kickbokserskiego GLORY Middleweight World Championship Tournament z 2013.

## Kariera sportowa

### Kick-boxing / Muay thai
W 2006 zawodowo zadebiutował w formule muay thai. Po kilku wygranych pojedynkach zmierzył się w listopadzie 2007 o mistrzostwo USA federacji IKKC z Rosjaninem Dienisem Graczewem, ostatecznie przegrywając z nim przez nokaut w pierwszej rundzie. 26 września 2010 wygrał z Ryanem Royem, zdobywając pas mistrza USA federacji MTAA, natomiast niecały miesiąc później zadebiutował w Tajlandii, na popularnym w Bangkoku stadionie bokserskim Rajadamnern pokonując Argentyńczyka Luciano Vazqueza przez TKO w czwartej rundzie.
3 maja 2011 został tymczasowym mistrzem USA WBC Muay Thai wagi półciężkiej po pokonaniu Chase Greena, zaś 20 sierpnia 2011 stał się pełnoprawnym mistrzem pokonując Brandona Bandę przez nokaut. 21 października 2011 w Los Angeles pokonał Taja Kaoklaia Kaennorsing zostając tymczasowym mistrzem świata WBC Muay Thai.
W lutym i maju 2012 dwukrotnie przegrywał z Kanadyjczykiem Simonem Marcusem, przy czym majowa konfrontacja była również eliminatorem do walki o mistrzostwo WBC Muay Thai z regularnym mistrzem Rosjaninem Artiomem Lewinem do której miało dojść 9 czerwca 2012 w Bangkoku. Do anonsowanej walki Lewin vs Marcus ostatecznie nie doszło – najpierw z walki wycofał się Kanadyjczyk, następnie kontuzji nabawił się sam mistrz. Ogłoszono nowe zestawienie o wakujące mistrzostwo świata w którym miał się zmierzyć Schilling z Rosjaninem Artiomem Wachitowem jednak i do tej walki również nie doszło, gdyż Rosjanin poinformował, że nie da rady wypełnić limitu wagowego. Na kilka dni przed galą nowym rywalem Schillinga został Ormianin Karapet Karapetjan, a na szali znalazł się tymczasowy pas Amerykanina. Ostatecznie Schilling obronił tymczasowe mistrzostwo świata wypunktowując Karapetjana jednogłośnie na punkty.
13 października 2012 przegrał przez nokaut po prawym krzyżowym z Eddiem Walkerem. W 2013 związał się z organizacją GLORY, debiutując dla niej 28 września 2013 podczas turnieju GLORY Middleweight World Championship Tournament wagi średniej (do 85 kg). Amerykanin wygrał turniej pokonując jednego wieczoru dwóch rywali, Japończyka Kengo Shimizu i Artioma Lewina – obu na punkty. 23 listopada 2013 przegrał na punkty z Wayne’em Barrettem jednak mimo porażki został włączony do kolejnego turnieju GLORY mającego wyłonić inauguracyjnego mistrza wagi średniej. Zawody miały miejsce 24 czerwca 2014 w Inglewood podczas których Schilling doszedł do finału gdzie uległ w rewanżu Artiomowi Lewinowi na punkty. Wcześniej, bo w ćwierćfinale znokautował Simona Marcusa, natomiast w półfinałowym starciu zrewanżował się Barrettowi za porażkę z listopada 2013, wygrywając z nim na punkty.
Po przegranym turnieju walczył w GLORY jeszcze czterokrotnie, wygrywając trzy pojedynki m.in. z Holendrem Jasonem Wilnisem i przegrywając jeden w rewanżu z nim. Krótko po przegranej z Wilnisem która miała miejsce w maju 2016, związał się z nowo powstałą, siostrzaną organizacją Bellator MMA, Bellator Kickboxing gdzie zadebiutował dla niej 24 czerwca 2016 w przegranym pojedynku z Japończykiem Hisakim Kato w którym uległ przez KO na sekundę przed końcem drugiej rundy.
10 grudnia 2016 na gali Bellator Kickboxing we Florencji pokonał przez TKO Włocha Vittorio Iermano, natomiast 14 kwietnia 2017 w Budapeszcie wygrał z Rumunem Alexandru Negreą. 23 września 2017 pokonał przez TKO Marokańczyka Najiba Idaliego. 9 grudnia 2017 podczas Bellator Kickboxing 8 pokonał Belga Filipa Verlindena na punkty.

### MMA
W trakcie kariery thai-boxera, rywalizował również w formule mieszanych sztuk walki (MMA) w której zadebiutował 25 stycznia 2008 na gali ShoXC, gdzie przegrał z Mattem Makowskim. Do końca 2008 stoczył jeszcze trzy pojedynki (bilans 1-2) w tym przegraną z Tonym Fergusonem przez poddanie. Po prawie czterech latach w 2014 wrócił do MMA wiążąc się z organizacją Bellator MMA gdzie w pierwszej walce od powrotu znokautował innego kick-boxera walczącego w MMA Melvina Manhoefa. 10 kwietnia 2015 na Bellator 136 przegrał z Rafaelem Carvalho niejednogłośnie na punkty, a 25 czerwca 2015 podczas Bellator 139 uległ przed czasem Hisakiemu Kato.

### Boks
20 grudnia 2008 zadebiutował na ringu bokserskim nokautując Włocha Orlando Brizzio w pierwszej rundzie. Drugą walkę i jak dotąd ostatnią stoczył 21 marca 2009 remisując z rodakiem Tyrellem Hendrixem.

## Osiągnięcia
- 2010: mistrz USA MTAA w wadze super średniej
- 2011: tymczasowy mistrz USA WBC Muaythai w wadze półciężkiej
- 2011: mistrz USA WBC Muaythai w wadze półciężkiej
- 2011–2012: tymczasowy mistrz świata WBC Muaythai w wadze półciężkiej
- 2013: GLORY Middleweight World Championship Tournament – 1. miejsce w wadze średniej
- 2014: GLORY Last Man Standing Middleweight Tournament Championship – finalista turnieju wagi średniej